# Leucochesias
Leucochesias är ett släkte av fjärilar. Leucochesias ingår i familjen mätare.
Kladogram enligt Catalogue of Life:
| Leucochesias | \| \| Leucochesias mesargyrata \| \| \| \| \| \| Leucochesias niveipennaria \| \| \| \| \| \| Leucochesias subnitens \| \| \| \| |
|              | \| \| Leucochesias mesargyrata \| \| \| \| \| \| Leucochesias niveipennaria \| \| \| \| \| \| Leucochesias subnitens \| \| \| \| |
|              | Leucochesias mesargyrata |
|              | |
|              | Leucochesias niveipennaria |
|              | |
|              | Leucochesias subnitens |
|              | |